# Генрик Кунзек
Генрик Ку́нзек (пол. Henryk Kunzek; 28 лютого 1871, Самбір — 17 вересня 1928, Батовиці поблизу Кракова) — польський живописець, графік, скульптор, публіцист, лікар (доктор медицини); один із засновників товариства «Краківські майстерні».

## Біографія
Народився 28 лютого 1871 року в місті Самбір (нині — Львівська область, Україна). 1894 року закінчив Ягеллонський університет у Кракові, де вивчав медицину. У 1895–1905 роках працював лікарем у Крайовому шпиталі у Львові. Навчався живопису у Львові в школі Станіслава Батовського-Качора, скульптури у 1902–1905 роках — у майстерні Станіслава Островського, у 1905 році в Академії Колароссі в Парижі та в 1905–1911 роках у Краківській академії мистецтв (майстерня Константія Лящки). Відтоді працював у ній, у 1919—1928 роках — професор і завідувач кафедри рисунка.
Помер 17 вересня 1928 року в селі Батовиці поблизу Кракова. Похований у Кракові на Раковицькому цвинтарі.

## Творчість

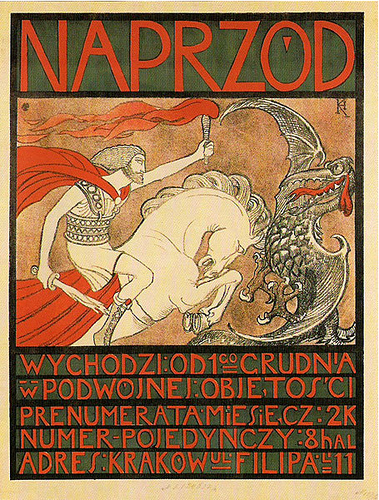
Плакат «Naprzód», 1910.

Різьбив портретні погруддя, медалі, рельєфи. У 1906–1908 роках ілюстрував часопис «Nasz kraj» і видання казок Клеменса Брентано (Львів, 1911). Займався літографією, плакатом; малював олією та аквареллю пейзажі: «Потік», 1907, «Вісла», 1912, портрети.
Брав участь у виставках у 1910 та 1916 роках у Львові; 1932 року відбулася посмертна на виставка медальєрства.